# Кубок Казахстана по футболу 1997/1998
Кубок Казахстана по футболу 1997—1998 годов — 6-й розыгрыш национального Кубка, в котором приняли участие 14 клубов.
Финальный матч состоялся 10 июня 1998 года на Центральном стадионе города Алма-Ата.
Победителем Кубка стал «Иртыш» из Павлодара, обыгравший в финале кызылординский «Кайсар-Hurricane».

## Схема турнира
Соревнования в рамках Кубка Казахстана 1997—1998 годов проводились с 15 июня 1997 года по 10 июня 1998 года, к ним были допущены клубы, игравшие в высшей лиге.
На каждой стадии турнира, кроме финального матча, команды, поделённые жребием на пары, играли 2 матча, по итогам которых проигравшая сторона покидала турнир.
Победители пар встречались друг с другом с учётом определённой жребием турнирной сетки. Места проведения первых и ответных матчей также определялись жребием (команда, названная первой, была хозяином поля в первом матче).
В случае ничьей по итогам двух игр вначале действовало правило преимущества команды, которая забила больше мячей на чужом поле, а в других случаях назначались 2 дополнительных тайма по 15 минут, игра в которых продолжалась до первого забитого гола.
В случае ничейного результата и после дополнительного времени победитель определялся в серии послематчевых пенальти.
С этого сезона полуфиналы и финал проводились весной и летом следующего года. Это нововведение было связано с тем, что обладатель Кубка Казахстана стартовал в розыгрыше азиатского Кубка обладателей Кубков сразу в год победы, а не на следующий сезон.

## 1/8 финала
Первые матчи состоялись 15 июня, а ответные — 21 июня 1997 года.
| название                        | счёт | название                        | 1-й матч | 2-й матч |
| ------------------------------- | ---- | ------------------------------- | -------- | -------- |
| Кайсар-Hurricane (Кызылорда)    | 2:0  | Актобе (Актюбинск)              | 1:0      | 1:0      |
| Восток-Адиль (Усть-Каменогорск) | 0:2  | Батыр (Экибастуз)               | 0:1      | 0:1      |
| Целинник (Акмола)(г)            | 4:4  | Елимай (Семипалатинск)          | 3:0      | 1:4      |
| Улытау (Жезказган)              | 0:5  | Шахтёр-Испат-Кармет (Караганда) | 0:2      | 0:3      |
| Автомобилист (Шортанды)         | 2:1  | Булат (Темиртау)                | 0:1      | 2:0      |
| Кайрат (Алма-Ата)               | 6:1  | Жигер (Шымкент)                 | 5:0      | 1:1      |

## 1/4 финала
Матчи 1/4 финала состоялись с 15 августа по 12 октября 1997 года.
| название                        | счёт | название                     | 1-й матч | 2-й матч |
| ------------------------------- | ---- | ---------------------------- | -------- | -------- |
| Батыр (Экибастуз)               | 1:4  | Кайсар-Hurricane (Кызылорда) | 0:1      | 1:3      |
| Шахтёр-Испат-Кармет (Караганда) | 1:7  | Астана (Акмола)              | 1:6      | 0:1      |
| Автомобилист (Шортанды)         | 2:3  | Кайрат (Алма-Ата)            | 1:1      | 1:2      |
| Тараз (Тараз)                   | 2:3  | Иртыш (Павлодар)             | 2:2      | 0:1      |

## 1/2 финала
Матчи 1/2 финала состоялись 10 мая и 23 мая 1998 года.
| название                     | счёт | название         | 1-й матч | 2-й матч |
| ---------------------------- | ---- | ---------------- | -------- | -------- |
| Кайсар-Hurricane (Кызылорда) | 2:1  | Астана (Астана)  | 1:1      | 1:0      |
| ЦСКА-Кайрат (Алма-Ата)       | 0:2  | Иртыш (Павлодар) | 0:1      | 0:1      |

## Финал
| 10 июня 1998     | \| Иртыш (Павлодар) \| 2:1 (д.в.) \| Кайсар-Hurricane (Кызылорда) \| \| Антонов 50′, 92′ \| Голы \| Есмуратов 60′ \| | Центральный стадион Алматы Зрителей: 3 000 Судья: Е. Шкарин (Шымкент) |
| Иртыш (Павлодар) | 2:1 (д.в.) | Кайсар-Hurricane (Кызылорда)                                          |
| Антонов 50′, 92′ | Голы | Есмуратов 60′                                                         |

| Победитель Кубка Казахстана по футболу 1997—1998 |
| ------------------------------------------------ |
| Иртыш (Павлодар) Первый титул                    |

## Лучшие бомбардиры розыгрыша
| Игрок            | Команда                      | Голов |
| ---------------- | ---------------------------- | ----- |
| Константин Котов | Астана (Астана)              | 4     |
| Виктор Антонов   | Иртыш (Павлодар)             | 3     |
| Владимир Логинов | Кайсар-Hurricane (Кызылорда) | 3     |
| Асхат Кадыркулов | ЦСКА-Кайрат (Алма-Ата)       | 3     |